# Heo Jung-min
Heo Jung-min (hangul: 허정민) es un actor y cantante surcoreano.

## Biografía
Estudió en la Universidad DanKook.

## Carrera
En el 2000 se unió al grupo musical "MC the Max" donde fue miembro junto a Lee Soo, J. Yoon y Jeon Min-hyuk, hasta el 2001 después de que Jung-min decidiera abandonar la banda por razones personales. Dentro del grupo tocaba el órgano electrónico.
En 2002 se unió al elenco recurrente de la serie My Love Patzzi donde dio vida a Moon Seung-man.
En el 2004 se unió el elenco recurrente de la serie My 19 Year Old Sister-in-Law (también conocida como "She Is Nineteen") donde interpretó a Han Kang-pyo, el hermano adoptivo de Han Yoo-min (Jung Da-bin).
En 2007 se unió al elenco recurrente de la serie Capital Scandal donde dio vida a Shin Se-ki, uno de los amigos de Seon Woo-wan (Kang Ji-hwan).
En el 2008 tuvo una aparición especial en la serie Chunja's Happy Events donde interpretó a Nam Gi-seok, el novio de Yeon Boon-hong (Seo Ji-hye).
En abril del 2013 se unió al elenco recurrente de la serie All About My Romance, donde dio vida a Seo Yoon-ki, miembro del partido "Green and Justice".
El 4 de julio del 2014 se unió al elenco principal de la serie Marriage, Not Dating, donde interpretó a Lee Hoon-dong, el dueño de un restaurante exclusivo y mejor amigo de Gong Gi-tae (Yeon Woo-jin), hasta el final de la serie el 23 de agosto del mismo año.
En enero del 2015 se unió al elenco recurrente de la serie Shine or Go Crazy, donde dio vida a Yang Gyu-dal, el hermano mayor y una de las personas cercanas a Shin Yool (Oh Yeon-seo), la última princesa de Balhae.
En agosto del mismo año se une al elenco principal de la serie All Is Well, donde interpretó a Jang Jin-gook, hasta el final de la serie en enero del 2016.
El 2 de mayo del 2016 se unió al elenco recurrente de la serie Another Miss Oh, donde interpretó a Park Hoon, un miembro del estudio de grabación de sonido y hermanastro de Do-kyung (Eric Mun) y Soo-kyung (Ye Ji-won), hasta el final de la serie el 28 de julio del mismo año.
Ese mismo año participó en el programa de canto King of Mask Singer, bajo el alias "Returning Home in Glory on the Way Home".
En enero del 2017 se unió al elenco recurrente de la serie Introverted Boss, donde dio vida a Eom Sun-bong, uno de los empleados de "Silent Monster" y "Brain", hasta el final de la serie en marzo del mismo año.
El 13 de octubre del 2017 se unió al elenco recurrente de la serie Go Back Couple, donde interpretó a Ahn Jae-woo, uno de los compañeros de clases de Ban-do del departamento de ingeniería civil, hasta el final de la serie en noviembre del mismo año.
En marzo del 2018 se unió al elenco recurrente de la serie That Man Oh Soo (también conocida como "Evergreen"), donde dio vida a Oh Ga-na, el hermano mayor de Oh Soo (Lee Jong-hyun).
En julio del mismo año se anunció que se había unido al elenco recurrente de la serie Dear Husband of 100 Days, donde interpretará a Kim Soo-ji, el hijo de Kim Cha-eon.

## Filmografía

### Series de televisión
| Año     | Título                              | Personaje        | Notas                         | Ref.  |
| ------- | ----------------------------------- | ---------------- | ----------------------------- | ----- |
| 1995    | Sandglass                           | -                |                               |       |
| 2002    | My Love Patzzi                      | Moon Seung-man   |                               |       |
| 2003    | 1% of Anything                      | Kim Joon-hyun    |                               |       |
| 2003    | The Bean Chaff of My Life           | Choi Eun-ho      |                               |       |
| 2003    | Merry Go Round                      | Hijo de Myung-ja |                               |       |
| 2004    | My 19 Year Old Sister-in-Law        | Han Kang-pyo     |                               |       |
| 2005    | Princess Lulu                       | Jung-min         |                               |       |
| 2005    | The Barefooted Youth                | Bong Chun-dong   |                               |       |
| 2006    | Mr. Goodbye                         | Ronnie           |                               |       |
| 2006    | A Woman's Choice                    | Ahn Jin-mo       |                               |       |
| 2007    | Capital Scandal                     | Shin Se-ki       |                               |       |
| 2007    | Legend of Hyang Dan                 | Bang-ja          | 2 episodios                   |       |
| 2008    | Little Mom Scandal                  | Jung Woo-yub     |                               |       |
| 2008    | Chunja's Happy Events               | Nam Gi-seok      |                               |       |
| 2011    | Ji-hoon, Born in 1982               | Kim Ji-hoon      | Drama Special, un episodio    |       |
| 2012    | Let Me Tell You a Story             | -                | Ep. "Romance Operation"       |       |
| 2012    | Dream of the Emperor                | Buyeo Tae        |                               |       |
| 2013    | All About My Romance                | Seo Yoon-ki      |                               |       |
| 2013    | Outlasting Happiness                | Kyung-woon       | Drama Special, un episodio    |       |
| 2014    | Pluto Secret Society                | Choi Ki-chan     |                               |       |
| 2014    | Marriage, Not Dating                | Lee Hoon-dong    | 16 episodios                  |       |
| 2015    | Shine or Go Crazy                   | Yang Gyu-dal     |                               |       |
| 2015    | Wings of an Angel                   | Choi Gi-chan     |                               |       |
| 2015-16 | All Is Well                         | Jang Jin-gook    | 102 episodios                 |       |
| 2016    | Another Miss Oh                     | Park Hoon        | 18 episodios                  |       |
| 2017    | Introverted Boss                    | Eom Sun-bong     | 16 episodios                  |       |
| 2017    | Go Back Couple                      | Ahn Jae-woo      |                               |       |
| 2018    | That Man Oh Soo                     | Oh Ga-na         | 16 episodios                  | [ 7 ] |
| 2018    | Dear Husband of 100 Days            | Kim Soo-ji       |                               |       |
| 2018    | The Beauty Inside                   | Han Se-gye       | Aparición especial, ep. 16    |       |
| 2018    | Top Star U-back                     | Nam-jo           |                               |       |
| 2019    | The Dramatization Has Already Begun | -                | Drama Stage Season 2          | [ 8 ] |
| 2019-20 | People with Flaws                   | Park Hyun-soo    | 32 episodios                  |       |
| 2020    | 18 Again                            | Profesor Kang    | Aparición especial, ep. 8     |       |
| 2021    | Penthouse: War In Life 3            | Doctor           | Aparición especial, ep. 12-13 |       |
| 2021    | The King's Affection                | Koo Byul-gam     |                               |       |
| 2022    | Mental Coach Jegal                  | Pistol Park      |                               | [ 9 ] |
| 2024    | No hay amor desinteresado           | Yoon Tae-hyung   |                               |       |

### Películas
| Año  | Título         | Personaje    | Notas                                                                              |
| ---- | -------------- | ------------ | ---------------------------------------------------------------------------------- |
| 2005 | Mr. Socrates   | -            | Junto a Kim Rae-won, Kang Shin-il, Lee Jong-hyuk, Yoon Tae-young y Park Sung-woong |
| 2013 | Fancy Walk     | -            |                                                                                    |
| 2017 | Live to Delete | Jong-pil     | Junto a Yoo Hee-je, Song Hee-jung, Lee Se-mi y Kim Ki-doo                          |
| 2019 | My Bossy Girl  | Gil Yong-tae | Junto a Lee Elijah, Ji Il-joo, Kim Ki-doo y Go Geon-han                            |
| 2021 | A Way Station  | Dong-chan    | Junto a Kim Jae-kyung, Kim Dong-jun, Yoon Yoo-sun y Jin Ye-sol                     |

### Programas de variedades
| Año  | Programa            | Notas                                                              |
| ---- | ------------------- | ------------------------------------------------------------------ |
| 2016 | King of Mask Singer | Ep. #75 - participó como "Returning Home in Glory on the Way Home" |
| 2016 | Happy Together      | Ep. #463 - invitado                                                |
| 2016 | Comedy Big League   | invitado - junto a Heo Young-ji                                    |
| 2016 | Video Star          | invitado                                                           |